# Pulvinaria inconspiqua
Pulvinaria inconspiqua är en insektsart som beskrevs av Danzig 1967. Pulvinaria inconspiqua ingår i släktet Pulvinaria och familjen skålsköldlöss. Inga underarter finns listade i Catalogue of Life.